# Jan Potocki
Jan Potocki, raziskovalec, arheolog, zgodovinar, romanopisec in diplomat, * 8. marec 1761, vas Pików, Podolje, Republika obeh narodov, † 23. december 1815, vas Uładówka, Podolje, Rusko cesarstvo. Danes je najbolj znan kot avtor romana Rokopis iz Zaragoze.

## Življenje
Jan Potocki je prihajal iz stare plemiške družine Potocki. Njegov oče je bil Jožef, eden od voditeljev Radomske konfederacije. Njegova mati je bila Teresa Potocka. Kot sedemletni deček je zapustil državo in se je leta 1774 skupaj z mlajšim bratom začel izobraževati v Švici, v Ženevi. Kot 17-letnik je kratek čas služil v avstrijski vojski na Dunaju. 
Potoval je v Turčijo in Egipt (1784), na Nizozemsko (1787), v Španijo in Maroko (1791), Spodnjo Saško (1794) in na Kavkaz (1797–1798). Služil je v avstrijski vojski in se boril z berberskimi pirati na Sredozemskem morju. Bil je eden prvih raziskovalcev slovanske zgodovine in arheologije.
Med gostovanjem na gradu Rheinsberg je začel pisati svoj najbolj znan roman Rokopis iz Zaragoze. V carskem imperiju je deloval kot svetovalec carja Aleksandra I. v Sankt Peterburgu, leta 1806 je postal častni član Peterburške akademije znanosti. 
Potocki je bil poročen dvakrat. Njegov prvi zakon je bil z Julijo Lubomirsko (1764–1794), s katero je imel dva otroka. Iz drugega zakona s Konstancjo Potocko (1781–1852) so se rodili trije otroci.
V zadnjih letih svojega življenja se je grof, ki je trpel zaradi depresije, umaknil na svoja podeželska posestva. Od leta 1812 dalje je živel umaknjen v predniškem gradu Uladówka in postal žrtev napadov depresije. Leta 1815 je na svojem domu s pištolo storil samomor.

## Delo
Začetek poljskega razsvetljenstva je umeščen v desetletje med 1730 in 1740, konec pa v leto 1822, ko ga je zamenjala romantika. Za poljsko razsvetljenstvo sta bili bistveni dve značilnosti: sožitje sarmatskih idealov in novega razsvetljenskega pogleda na svet ter notranji in zunanjepolitični razvoj na vseh področjih družbe. Značilnosti sta posledica posebne poljske oblike vladanja, v kateri je za razliko od ostalih monarhičnih držav tistega časa imela zelo veliko vlogo aristokracija. 
Začetniki razsvetljenstva so bili izobraženci, med vodilnimi osebnostmi je bilo okrog 40 % predstavnikov duhovščine. Ta pojav imenujejo tudi katoliško razsvetljenstvo.
Razsvetljenske ideje so vodile številne izjemne znanstvenike in umetnike takratne kulture. Po njihovi zaslugi se je razvijalo izobraževanje, znanost, politično in kulturno življenje. Poskušali so tudi zgraditi državo po razsvetljenskih načelih, vendar jim zaradi političnih razmer (delitve Poljske) to ni uspelo.
Poleg Jana Potockega so v tem obdobju ustvarjali tudi številni drugi avtorji, med njimi Wojciech Bogusławski, ki je znan kot oče poljskega gledališča. 

## Rokopis iz Zaragoze
Najbolj znano delo Potockega, prvotno napisano v francoščini, je roman Rokopis iz Zaragoze. Roman je sestavljen iz več zgodb, ki se med seboj povezujejo. 
Naslov knjige je razložen v uvodu, v katerem neimenovani francoski častnik opisuje svoje naključno odkritje fascinantnega španskega rokopisa med obleganjem Zaragoze leta 1809 med Napoleonovimi vojnami. 
V romanu je šestinšestdeset zgodb, ki obsegajo dogodivščine in komične dogodke, erotične motive in moralne zgodbe. Mnoga mesta, opisana v zgodbah, so resnični kraji in regije, ki jih je Potocki obiskal na svojih potovanjih.
Potocki je rokopis začel pisati leta 1790 in ga dokončal leta 1814, leto pred smrtjo, čeprav naj bi bila struktura romana v celoti začrtana že leta 1805.
Deli originalnih rokopisov so bili pozneje izgubljeni, vendar so preživeli v poljskem prevodu, ki ga je leta 1847 naredil Edmund Chojecki iz popolne kopije v francoščini, ki je zdaj izgubljena.
Prevod v slovenščino je izšel leta 1987.

## Prevodi v slovenščino
Rokopis iz Zaragoze Prev. Zoja Skušek-Močnik, Mladinska knjiga, Ljubljana: 1987.